# Европско првенство у атлетици за јуниоре 2017 — штафета 4 × 100 метара за јуниорке
Трка штафета 4 х 100 метара у женској конкуренцији на 24. Европском првенству у атлетици за јуниоре 2017. у Гросето одржано је 23. јула 2017. на Stadio Carlo Zecchini- у.
Титулу освојену у Ешилструни 2015 бранила је штафета Уједињеног Краљевства.

## Земље учеснице
Учествовале су атлетичарке из 18 земаља.
1. Белгија (4)
2. Израел (5)
3. Ирска (4)
4. Италија (4)
5. Мађарска (4)
6. Немачка (4)
7. Норвешка (4)
8. Пољска (4)
9. Португалија (4)
10. Србија (4)
11. Турска (4)
12. Уједињено Краљевство (4)
13. Финска (4)
14. Француска (4)
15. Холандија (4)
16. Чешка (5)
17. Швајцарска (4)
18. Шпанија (4)

## Освајачи медаља
|                                                                        |                                                                         |                                                                               |
| Катрин Фем, · Кесхиа Квадво, · Софија Јунк, · Јенифер Монтаг · Немачка | Елоас де ла Тал, · Сара Мингас, · Естел Рафе, · Марин Мињон · Француска | Ебони Кар, · Алиша Рис, · Маја Брунеј, · Оливија Околи · Уједињено Краљевство |

## Сатница
| Датум         | Време | Коло          |
| ------------- | ----- | ------------- |
| 23. јул 2017. | 16:25 | Квалификације |
| 23. јул 2017. | 18:15 | Финале        |

## Резултати

### Квалификације
Такмичење је одржано 23. јула 2017. године. У квалификацијама су учествовале 18 екипа, подељене у 3 групе. У финале су се пласирале по три првопласиране из група (КВ) и две на основу постигнутог резултата (кв).,,
Почетак такмичења: група 1 у 16:25, група 2 у 16:32, група 3 у 16:39.
| Поз. | Гру. | Ста. | Штафета              | Атлетичарке                                                                | Рез.  | Бел.                    |
| ---- | ---- | ---- | -------------------- | -------------------------------------------------------------------------- | ----- | ----------------------- |
| 1.   | 3    | 8    | Немачка              | Катрин Фем, Кесхиа Квадво, Софија Јунк, Јенифер Монтаг                     | 43,27 | КВ, СРј, ЕРј, РЕПј, НРј |
| 2.   | 1    | 7    | Ирска                | Моли Скот, Шарлен Мавдсли, Гина Акпе-Мосес, Чара Невил                     | 44,42 | КВ, СРСј                |
| 3.   | 2    | 4    | Уједињено Краљевство | Хана Брајер, Алиша Рис, Џез Крафорд, Оливија Околи                         | 44,50 | КВ                      |
| 4.   | 1    | 4    | Француска            | Елоас де ла Тал, Сара Мингас, Флоре-Жули Кракре, Марин Мињон               | 44,50 | КВ                      |
| 5.   | 3    | 7    | Швајцарска           | Јудит Гол, Лин Мантинг, Вероника Ванкардо, Синтија Рајнле                  | 44,61 | КВ, НРј                 |
| 6.   | 3    | 5    | Холандија            | Лике Клавер, Андреа Боума, Бовин Јансен, Деми ван ден Вилденберг           | 44,64 | кв                      |
| 7.   | 2    | 6    | Белгија              | Лаури Баувенс, Доминике Тхапда, Луси Ферауге, Хане Клаус                   | 44,81 | КВ                      |
| 8.   | 1    | 8    | Шпанија              | Хаел Бестуе, Патрисија Уркија, Андреа Верду, Кармен Марко                  | 44,94 | кв, НРј                 |
| 9.   | 1    | 6    | Италија              | Зајнаб Досо, Софија Боникалца, Десола Оки, Далија Кадари                   | 45,11 |                         |
| 10.  | 2    | 3    | Пољска               | Магдалена Стефанович, Мартина Котвила, Марлена Гола, Клаудија Адамек       | 45,27 |                         |
| 11.  | 2    | 8    | Норвешка             | Вилде Хумстад Асмо, Хелене Ронинген, Ингвилд Меинсет, Ливе Хаугстад Хилтон | 45,42 | НРј                     |
| 12.  | 3    | 6    | Португалија          | Жоана Карлос, Мариса Карваљо, Катарина Лоренсо, Катарина Карас             | 45,52 | НРј                     |
| 13.  | 2    | 5    | Мађарска             | Лоти Хајду, Лили Фуруљас, Јустина Чоти, Клаудија Шорок                     | 45,55 |                         |
| 14.  | 3    | 4    | Чешка                | Јохана Каисерова, Ана Шухајкова, Катерина Ваврова, Адела Захорова          | 45,61 |                         |
| 15.  | 1    | 3    | Финска               | Сара Франсис, Сани Махонен, Аника Хаверинен, Хенрика Парпала               | 45,68 |                         |
| 16.  | 3    | 3    | Израел               | Ноах Амор, Гал Кадмон, Данијела Полстер, Диана Ваисман                     | 46,46 | НРј                     |
| 17.  | 1    | 5    | Србија               | Милица Емини, Тамара Вулетић, Ања Лукић, Ања Ковач                         | 46,98 |                         |
|      | 2    | 7    | Турска               | Мелике Малкоч, Севал Ајаз, Еданур Килич, Мизгин Ај                         | НЗ    |                         |

### Финале
Такмичење је одржано 23. јула 2017. године у 18:15.,
| Пласман | Стаза | Штафета              | Атлетичарке                                                      | Време | Белешке |
| ------- | ----- | -------------------- | ---------------------------------------------------------------- | ----- | ------- |
|         | 5     | Немачка              | Катрин Фем, Кесхиа Квадво, Софија Јунк, Јенифер Монтаг           | 43,44 |         |
|         | 4     | Француска            | Елоас де ла Тал, Сара Мингас, Естел Рафе, Марин Мињон            | 44,03 |         |
|         | 6     | Уједињено Краљевство | Ебони Кар, Алиша Рис, Маја Брунеј, Оливија Околи                 | 44,17 |         |
| 4.      | 3     | Ирска                | Моли Скот, Шарлен Мавдсли, Гина Акпе-Мосес, Чара Невил           | 44,47 |         |
| 5.      | 7     | Швајцарска           | Јудит Гол, Лин Мантинг, Вероника Ванкардо, Синтија Рајнле        | 45,07 |         |
| 6.      | 8     | Белгија              | Лаури Баувенс, Доминике Тхапда, Луси Ферауге, Хане Клаус         | 45,28 |         |
| 7.      | 2     | Шпанија              | Хаел Бестуе, Патрисија Уркија, Андреа Верду, Кармен Марко        | 45,33 |         |
| 8.      | 1     | Холандија            | Лике Клавер, Андреа Боума, Бовин Јансен, Деми ван ден Вилденберг | 45,61 |         |